# Bittacus pinguipalpi
Bittacus pinguipalpi är en näbbsländeart som beskrevs av Charles Thorold Wood 1933. Bittacus pinguipalpi ingår i släktet Bittacus och familjen styltsländor. Inga underarter finns listade i Catalogue of Life.